# 大分百景
大分百景（おおいたひゃっけい）は、大分合同新聞の主催により1962年（昭和37年）11月3日に選定された大分を代表する100の景勝地。選定は、各市町村ごとの「百景選定委員会」での第一次選考、中央選定の2段階で行われ、紀行作家の戸塚文子ら各界代表が集まり選定された。

## 大分百景一覧
1. 府内城址一帯
2. 大分臨海工業地帯
3. 九六位山・白山
4. 霊山森林公園
5. 柞原八幡宮
6. 高崎山・別大国道
7. 別府温泉
8. 鉄輪地獄地帯
9. 亀川温泉
10. 十文字原
11. 観海寺温泉・乙原高台
12. 鶴見岳
13. 城島高原・志高湖
14. 由布岳
15. 由布院温泉
16. 塚原高原
17. 湯平温泉
18. 小田ノ池・山下ノ池
19. 飯田高原
20. 九酔渓
21. 三俣山・硫黄山・星生山
22. 久住山
23. 大船山
24. 坊ヶつる湿原・法華院温泉
25. 黒岳原生林
26. 牧ノ戸峠
27. 大岳・八丁原地熱発電所
28. 涌蓋山・阿蘇釣高原・地蔵原
29. 久住高原
30. 長湯温泉・芹川ダム
31. 渓仙峡
32. 由布川峡谷
33. 宇佐神宮
34. 豊前善光寺
35. 安心院盆地
36. 佐田盆地・日指ダム
37. 竜岩寺・西椎屋の滝
38. 東椎屋の滝
39. 東耶馬渓
40. 富貴寺・真木大堂
41. 鋸山
42. 走水峠・並石の景
43. 猪群山・黒土谷
44. 長崎鼻海蝕洞
45. 香々地夷谷
46. 姫島
47. 千灯岳
48. 両子山
49. 文珠山
50. 泉福寺・安国寺
51. 行者原・黒津崎海岸
52. 奈多・住吉海岸
53. 杵築城下町
54. 日出城址
55. 中津城址・福沢旧居
56. 大貞公園
57. 八面山
58. 本耶馬渓
59. 津民耶馬渓
60. 英彦山・奥耶馬渓
61. 深耶馬渓
62. 裏耶馬渓
63. 竜門の滝
64. 清水瀑園・岩扇山
65. 日出生台高原
66. 万年山
67. 宝泉寺温泉
68. 天ヶ瀬温泉
69. 水郷日田温泉
70. 皿山小鹿田窯
71. 下筌・松原ダム
72. 杖立温泉
73. 津江山系・日田杉美
74. 風連鍾乳洞・キリシタン遺跡・普現寺吉四六さんの墓
75. 菅尾石仏
76. 三国峠
77. 原尻の滝・緒方石仏
78. 用作公園
79. 神角寺
80. 烏帽子岳
81. 岡城址・竹田城下町
82. 白水の滝・陽目渓谷
83. 祖母山
84. 傾山
85. 藤河内渓谷
86. 豊予海峡佐賀関海岸
87. 佐志生・下の江海岸
88. 臼杵石仏
89. 臼杵丹生島城址
90. 臼津峠
91. 津久見石灰石山
92. 四浦半島・保戸島
93. 浅海井・最勝海海岸・暁嵐の滝
94. 佐伯城山
95. 尺間山・彦岳
96. 小半鍾乳洞
97. 豊後水道鶴見崎・大島
98. 米水津間越海岸
99. 蒲江海岸
100. 深島・屋形島サンゴ海中公園